# Трефилов, Виктор Иванович
Виктор Иванович Трефилов (6 августа 1930, Баку — 14 апреля 2001, Киев) — учёный-физик и материаловед, академик Национальной академии наук Украины (1973), академик АН СССР (1987), заслуженный деятель науки и техники Украины, лауреат Государственной премии СССР (1988) и УССР (1974) в области науки и техники.

## Биография
Окончил Киевский политехнический институт в 1952 году.
В 1955—1973 работал в Институте металлофизики АН УССР, с 1973 — директор Института проблем материаловедения АН УССР с 1974 по 1990 г. — вице-президент АН УССР, председатель секции физико-технических и математических наук Президиума АН УССР.
Скончался 14 апреля 2001 года. Похоронен на Байковом кладбище Киева.

## Научные интересы
Круг его научных интересов охватывает ряд актуальных проблем современного металловедения, физики твёрдого тела, в частности физики прочности и пластичности, фазовых превращений в металлах и сплавах, порошковой металлургии, физической химии, технологии получения керамических и композиционных материалов.
Исследовал развитие фазовых превращений в сталях, сплавах титана и других металлах при высоких скоростях нагрева и охлаждения, процессы образования аустенита, электротермообработки стали. Изучал механизм деформации и разрушения переходных металлов с ОЦК-решёткой, различные типы дислокационных структур, возникающих при деформациях.
Трефилов руководил творческим коллективом учёных, которые разрабатывали идею «газовой паузы» — альтернативу ядерной энергетики.

## Достижения
Ему принадлежит заслуга создания физических основ теории прочности и пластичности искусственных и естественных материалов различного назначения. Он является автором теории деформационного упрочнения и разрушения поликристаллических металлических материалов, а также основоположником одноимённой научной школы.
Развил (1968—70) теорию вязко-хрупкого перехода, учитывающую влияние на температуру хладноломкости структурных и субструктурных факторов и особенностей электронной структуры кристаллов, впервые показал (1963), что формирование ячеистых дислокационных структур приводит не только к повышению прочности, но и к снижению хладноломкости, разработал оптимальные режимы термомеханической обработки хрома, молибдена, вольфрама. Заложил (1968—75) основы технологии производства и обработки тугоплавких металлов. В частности, создал серию сплавов на основе хрома, молибдена, вольфрама и других тугоплавких металлов с повышенным уровнем физико-механических свойств.
Выполнил работы по синтезу алмазов и алмазоподобных соединений. Впервые развил физические принципы получения «вязкой» керамики, в том числе на основе алмазов и других сверхтвёрдых материалов.
Перу В. И. Трефилова принадлежит более 800 научных работ, в том числе 15 монографий. Он получил более 220 авторских свидетельств и патентов, выданных в разных странах мира.

## Награды и звания
- Лауреат государственной премии СССР (1988).[1][2][5]
- Лауреат государственной премии УССР (1974).[1][2]
- Лауреат премии совета министров СССР.[2]
- Награждён орденом Ленина.[2]
- Заслуженный деятель науки и техники Украины.[5]
- Награждён медалью международного Планзеевского научного товарищества.[5]
- орден князя Ярослава Мудрого V степени (2000)